# Волчанский трамвай
Волчанский трамвай — трамвайная система, соединяющая южную и северную части города Волчанск (Свердловская область).
Трамвай действует с 31 декабря 1951 года. Система состоит из одной линии протяжённостью 8,7 километров.
С 28 апреля 2023 года трамвай закрыт на реконструкцию.

## История
Трамвайное движение в Волчанске открылось 31 декабря 1951 года, состоялся пробный трамвайный рейс. Он был неудачным из-за сильных морозов и неопытности водителей. Трамвайное движение стало регулярным ко второй половине 1952 года. Трамвай ходил только до посёлка кирпичного завода, где насчитывалось тогда 74 дома. В то время Волчанск ещё не имел статуса города (он получил его только в 1956 году), однако население достигало тридцати тысяч жителей.
В 1952-53 линию протянули до посёлка 4-го разреза, позднее — до разреза №5, а летом 1953 года — до Карпинска.
Междугородная трамвайная линия до Карпинска перестала действовать 22 апреля 1965 года и вскоре была разобрана по причине перегона своим ходом из Карпинска в Волчанск огромного экскаватора ЭВГ-15 по дороге между этими двумя городами.
Линия на Разрез №5 была разобрана в 1994 году в связи с постоянными кражами контактного провода. 
С начала лета 2019 года по январь 2020 года система временно не работала в связи с прокладкой автодороги.

## Описание системы

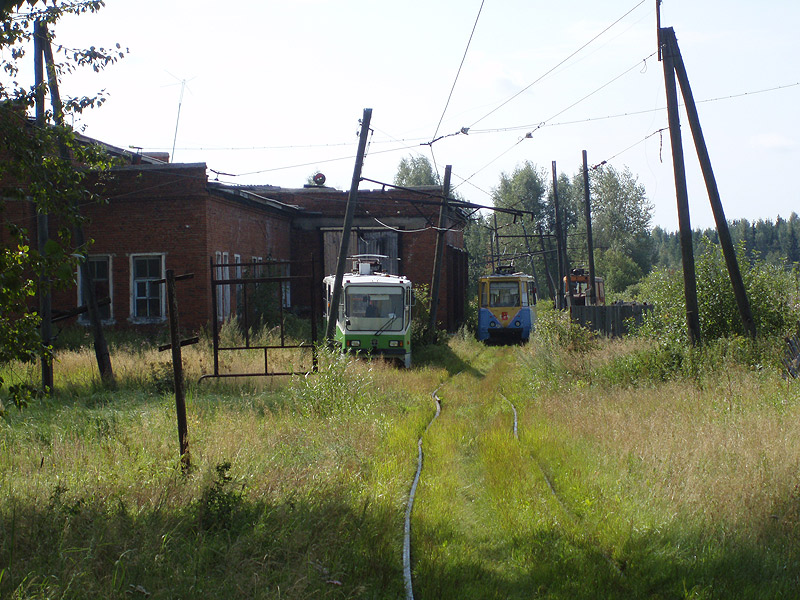
Трамвайное депо

Волчанский трамвай состоит из одной линии, соединяющей южную и северную части города. Протяжённость линии — около 8 километров. Линия однопутная, ранее существовали разъезды (ул. Уральского Комсомола, пос. Кирпичного завода, Лесозавод),  в настоящее время они все разобраны (последний — в 2006 году). Трамвайный путь проходит не только через городские кварталы, но и через заросшие луга и тайгу.
Трамвайное депо расположено в южной части города и является конечным пунктом маршрута. Оно представляет собой одноэтажное административное здание, кирпичный бокс на два вагона, два тупика для отстоя трамваев и хозяйственное помещение.

## Маршрутная сеть

Маршрутная сеть на карте

Существует только один маршрут. Время в пути составляет примерно 28—29 минут в сторону Волчанска-1 (Сев. часть) и 23—24 минуты в сторону Волчанска-2 (Южн. часть). На линии работает один вагон. До 2000-х годов на линии максимально использовалось 4 вагона с интервалом 15 минут. До 2004 года до 14 часов в первую смену работало 2 вагона с интервалом 30 минут. До 2011 года, рейсы выполнялись каждый час (от депо в 05 минут, с Волчанска-1 — в 35 минут каждого часа) с 6:05 до 23:05. С января 2016 года от депо (Южная часть) трамваи отправляются ежедневно в 7:00 (только по рабочим дням), 8:00, 9:00, 10:00, 16:00, 17:00, 18:00, 19:00, 20:00, 21:00; от Волчанска-1 (Северная часть) — через 30 минут (7:30 и т.д., 21:30). По состоянию на начало 2022 года, по тому же расписанию 2 вагона совершают 10 рейсов в день, перевозя за рейс до 25 человек.

## Подвижной состав

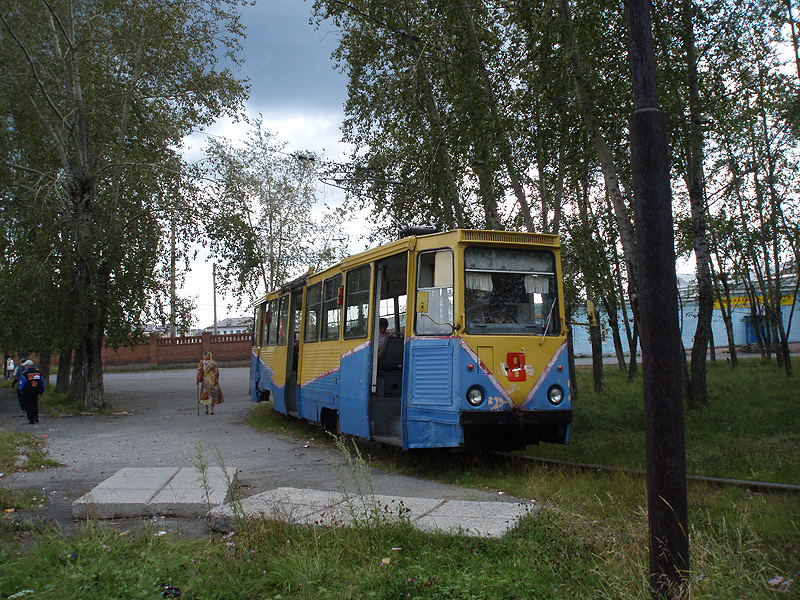
Трамвайный вагон 71-605

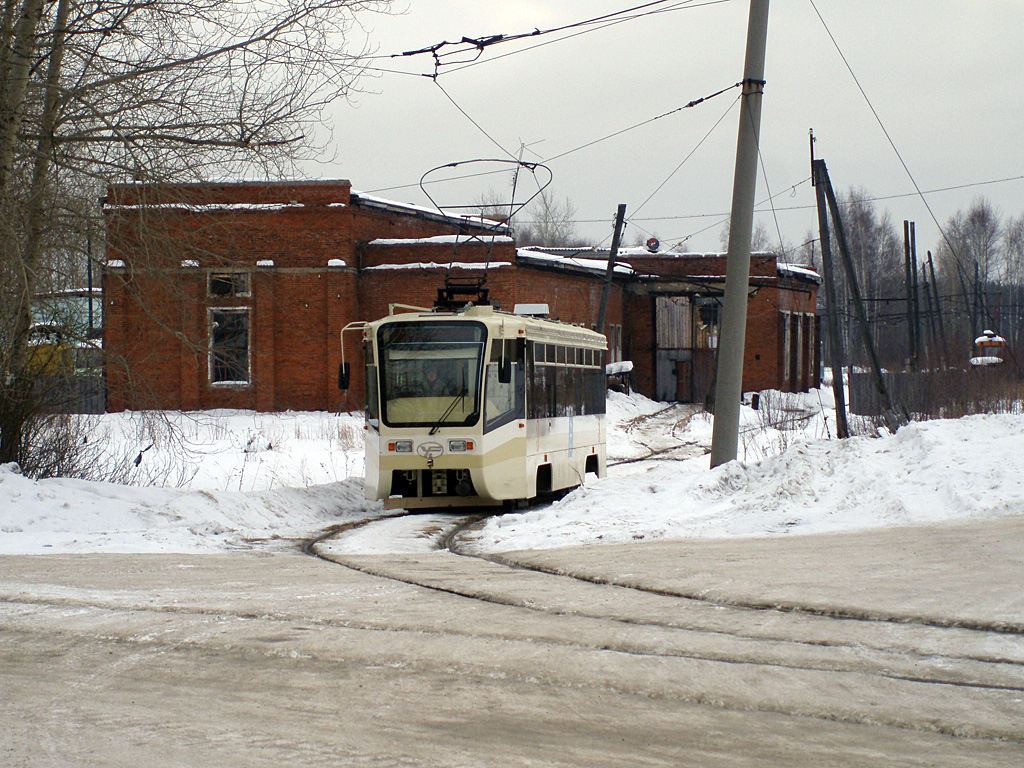
Трамвайный вагон 71-619КТ

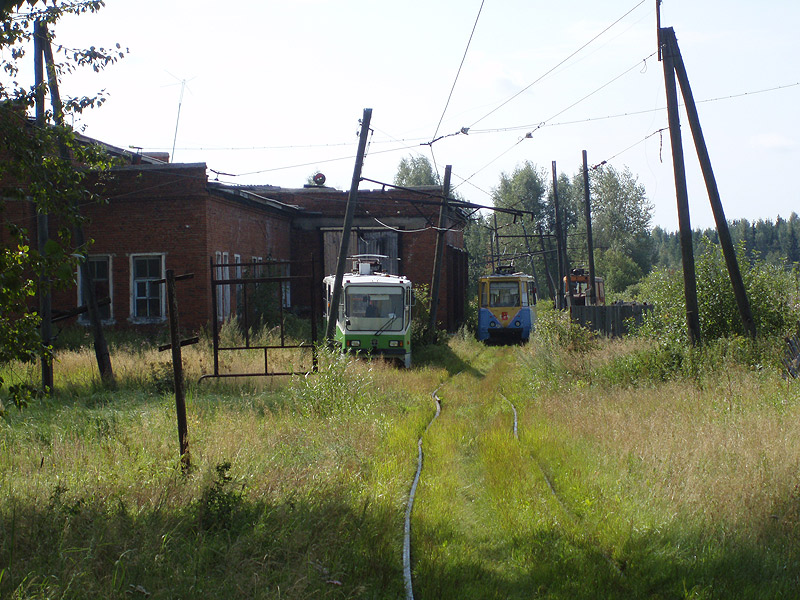
Трамвайный вагон 71-402

Подвижной состав насчитывает вагон 71-605 (бортовой номер 8), вагон 71-608КМ (бортовой номер 1) и вагон 71-619КТ (бортовой номер 3). Последний прибыл в город в январе 2008 года. Таким образом, Волчанск полностью обновил свой подвижной состав и не испытывает проблем с недостачей вагонов.
Пассажирские вагоны оборудованы бугельными токосъёмниками, что обусловлено состоянием контактной сети.
В 2001 году, к 100-летию поселения, город получил новый трамвай от губернатора Э.Э. Росселя.
В депо до 2013 года находилась платформа от вагона КТП-1 (б/н) которую, прицепляя к пассажирскому вагону, волчанцы использовали для транспортировки материалов и инструментов к местам проведения работ на пути.
В качестве склада использовался кузов вагона МТВ-82.
По 2009 год в депо находился снегоочиститель ГС-4 (б/н), однажды разворованный охотниками за цветным металлом. Волчанцы планировали восстановить машину, но планы реализованы не были: вагон в итоге был разобран. Чистка снега производится трактором.
В 2016 году трамвай 71-402 был списан.
В августе 2018 года, силами ООО «Городской Электрический Транспорт» были произведены работы по ремонту и наладке трамвайного вагона 71-619КТ (б/н 3). Были произведён ремонт блоков БУ и КА, установлены новые аккумуляторные батареи. Работа вагона осложняется чрезмерным износом контактной сети и слишком малым напряжением при нагрузке в северной части города. На 2019 год в расходы заложено добавление фидерного кабеля до середины линии в районе остановки Лесозавод (База ОРСа), и замены нескольких километров контактного провода.
По состоянию на сентябрь 2018 года работали 71-608КМ (б/н 1), 71-605 (б/н 8), 71-619КТ (б/н 3), для перевозки пассажиров используются вагоны № 1 и № 3.
С 2019 года работают только 71-608КМ (б/н 1) и 71-605 (б/н 8), остальные трамваи оставлены от эксплуатации, новый трамвайный вагон 71-619КТ (б/н 3) не работал из-за поломки блока управления. В январе 2020 вновь работает

## Интересные факты
Согласно местной легенде, Волчанск был занесён в Книгу рекордов Гиннесса как самый маленький город в мире, владеющий действующей трамвайной системой. Такую историю первоначально рассказали гостям города сами волчанцы, откуда она превратилась в популярную байку как в городе, так и за его пределами. В настоящее время многочисленные рассказы о городе и даже официальный сайт администрации города, созданный уже в 2010 году, ошибочно упоминают этот «факт».
Исправляя эту ошибку, глава города в 2008 году организовал сбор средств, руководитель муниципального трамвайного хозяйства города подготовил документы и 30 марта 2009 года Волчанск был занесён в Книгу рекордов России, где официально подтверждено, что этот город — «самый маленький город России с трамвайным движением».

## Конкуренция
Помимо трамвая, в Волчанске работает пассажирский автотранспорт: маршрутное такси и автобус, принадлежащие одному и тому же перевозчику и работающие по маршруту «Волчанск — Карпинск», а также легковые такси. С 2010 года маршрут автобуса 109 «Волчанск — Карпинск» направлен по объездной трассе, что исключает дублирование 70 % трамвайной трассы и удлиняет время поездки внутри города до 30—40 минут.

## Существующая ситуация и перспективы
Организационные изменения, вызвавшие финансовые трудности в 2010 году, вызывали опасения, что если на 2011 год из областного бюджета не будет выделено средств на содержание трамвая, то электротранспорт в Волчанске может остановиться. Однако на 2011 год из областного бюджета были выделены небольшие средства на работу трамвая в Волчанске, но этот объём средств настолько мал, что едва удастся поддерживать трамвайное хозяйство в рабочем состоянии. Тем не менее, вплоть до весны 2019 года система продолжала стабильно работать.
В 2019 г. сдана новая автодорога между двумя частями города параллельно трамвайной линии, которая существенно сократила путь движения по Волчанску и предлагает более прямой путь, нежели трамвай. В результате этого Волчанский трамвай оказался под угрозой закрытия из-за практически полного оттока пассажиров на автобус и легковой автотранспорт.
В начале 2022 на маршруте курсируют 2 вагона. Они совершают 10 рейсов в день, перевозя за рейс до 25 человек. Участки трамвайных путей обновляются ежегодно — средства на это выделяет муниципалитет.
Согласно программе комплексного развития транспортной инфраструктуры Волчанского городского округа на 2019-2030 годы, протяженность отремонтированных трамвайных путей в 2019-2024 составит 5 км,  контактной сети в 2019-2021 — 1,5 км. Также планируется осуществить ремонт опор контактной сети (2022-2024), приобрести запасные части для трамваев.